# Kathy Kriger
Kathy Kriger (* Juni 1946 in Portland, Oregon; † 26. Juli 2018 in Casablanca) war eine US-Diplomatin und Restaurantbesitzerin.

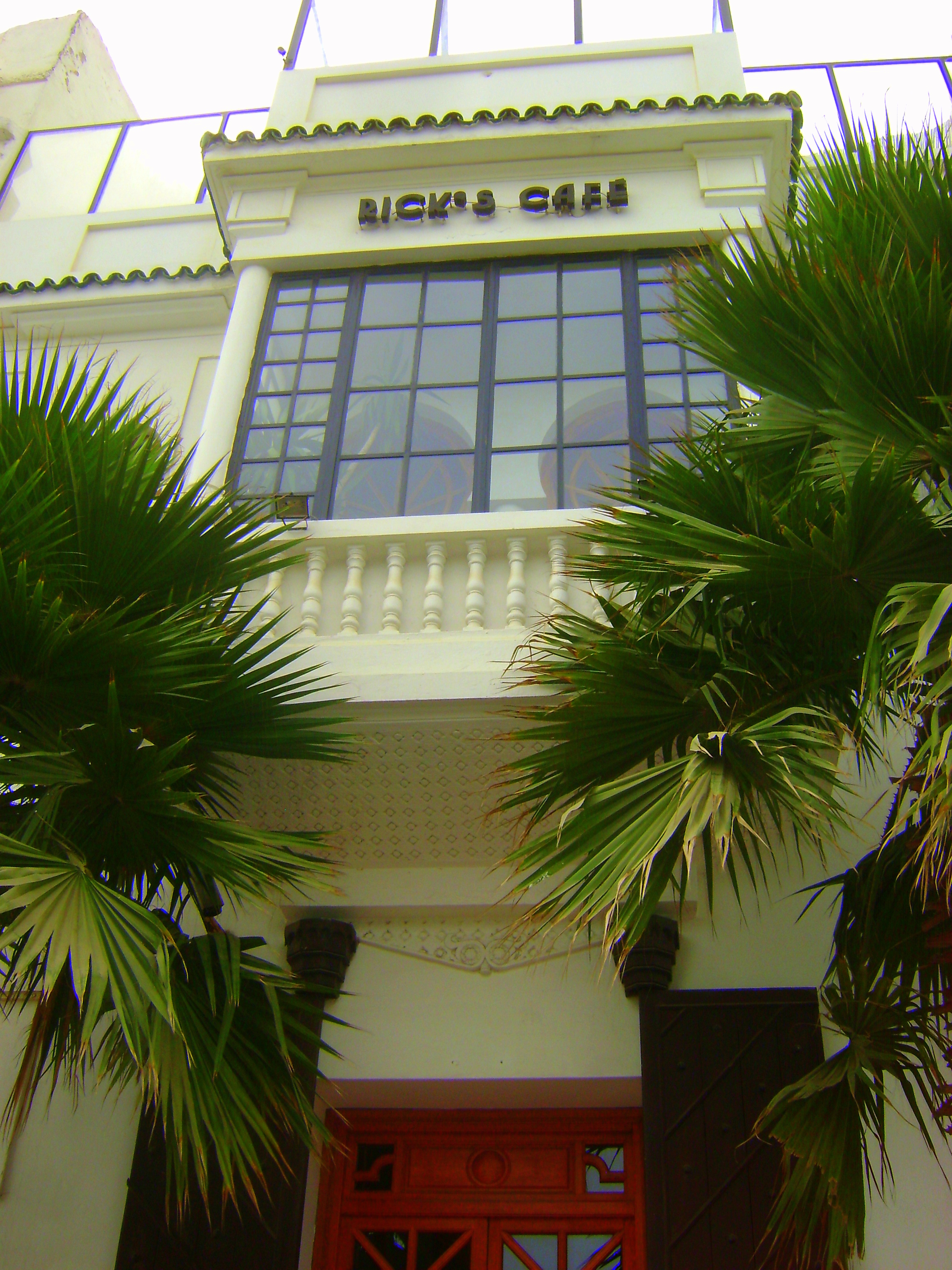
Rick’s Café

Kathleen Anne Kriger studierte an der University of Oregon und ging danach in den diplomatischen Dienst der USA, u. a. einige Jahre als Handelsattachée in der US-Botschaft von Marokko. Als nach den Terroranschlägen vom 11. September 2001 von ihrer Regierung der „Krieg gegen den Terror“ ausgerufen wurde, quittierte Kriger ihren Dienst und eröffnete 2004 in der Altstadt von Casablanca Rick’s Café in Anlehnung an den Film Casablanca. Mit ihrer Investition in einem muslimischen Land wollte sie ein Zeichen für Toleranz setzen. 
Kathy Kriger starb im Alter von 72 Jahren in Casablanca. Madame Rick, wie die Stammgäste ihres Lokals sie nannten, habe hohe Bedeutung für die amerikanisch-marokkanischen Beziehungen gehabt, wie die amerikanische Botschaft anlässlich ihres Todes verlauten ließ.

## Schriften
- Rick’s Cafe. Bringing the film legend to life in Casablanca. Guilford 2012, ISBN 9780762772896